# Mission périlleuse
Ne doit pas être confondu avec Périlleuse Mission.
Pour plus de détails, voir Fiche technique et Distribution.
Mission périlleuse (titre original : Dangerous Mission) est un film américain réalisé par Louis King, sorti en 1954, interprété notamment par Victor Mature, Piper Laurie et Vincent Price.

## Synopsis
Après avoir été témoin de l'assassinat d'un caïd du milieu, Louise Graham (Piper Laurie) quitte New York pour le Montana où elle trouve un emploi de vendeuse dans un magasin près du Parc National. Deux hommes, Matt Hallett, un ex-marine et Paul Adams, un photographe amateur, s'intéressent à elle de manière inquiétante.

## Fiche technique
- Titre français : Mission périlleuse
- Titre original : Dangerous Mission
- Réalisation : Louis King
- Scénario : Horace McCoy, W.R. Burnett et Charles Bennett
- Photographie : William E. Snyder
- Montage : Gene Palmer
- Musique : Roy Webb
- Direction artistique : Albert S. D'Agostino et Walter E. Keller
- Décors : Darrell Silvera et John Sturtevant (en)
- Production : Irwin Allen
- Société de production : RKO Pictures
- Pays d'origine :  États-Unis
- Langue originale : anglais
- Format : Couleurs - 35 mm — 1,75:1 - Mono (RCA Sound System) Procédé 3D
- Genre : Thriller, film noir, film policier
- Durée : 75 minutes
- Date de sortie :
  - États-Unis : 23 février 1954
  - France : 13 octobre 1954

## Distribution
- Victor Mature  (VF : Jean Davy)  : Matt Hallett
- Piper Laurie  (VF : Nicole Riche) : Louise Graham
- William Bendix  (VF : Fernand Rauzena) : Joe Parker, chef des rangers
- Vincent Price  (VF : Jean-Henri Chambois) : Paul Adams
- Betta St. John  (VF : Rolande Forest) : Mary Tyler
- Harry Cheshire  (VF : Pierre Morin) : Monsieur Elster
- Steve Darrell : Katoonai Tiller
- Walter Reed : Ranger Dobson
- Marlo Dwyer  (VF : Lucienne Givry) : Madame Elster
- Dennis Weaver : Ranger Clerk
- Bert Moorhouse : Battaglia

## Production
Une partie du film a été tourné au Glacier National Park dans le Montana.